# گبی مودینگایی
گَبی مودینگایی (انگلیسی: Gaby Mudingayi؛ زاده ۱ اکتبر ۱۹۸۱) یک بازیکن فوتبال اهل بلژیک است.
وی همچنین در تیم ملی فوتبال بلژیک بازی کرده‌است.